# Pietro Della Valle
Pietro Della Valle (Roma, 2 de abril de 1586 — Roma, 21 de abril de 1652) foi um explorador italiano que viajou pela Ásia. Della Valle também é conhecido por ter sido o introdutor dos gatos da raça persa no ocidente, pois em uma de suas passagens pela Pérsia ele trouxe consigo alguns exemplares dos animais que habitavam as ruas locais.

## Carreira
Em 1614 ele partiu de Veneza, passou um ano em Constantinopla, onde estudou os idiomas turco e árabe; em seguida, continuou sua jornada passando pelo Egito, Terra Santa, Arábia, Pérsia e Índia, retornando à Itália em 1626. A narrativa de suas viagens baseada em suas cartas apareceu em dois volumes (1650-1658); uma parte foi publicada em inglês com a biografia de Della Valle (The Travels of Pietro della Valle in India (ed. por Edward Gray, Hakluyt Society, vol. LXXXIV e LXXXV, 1892).
Ele pertencia a uma família nobre romana e nasceu no palácio da família, que havia sido construído pelo Cardeal Andrea. Sua juventude foi dividia entre ocupação com literatura e com armas. Ele prestou serviço contra os mouros da Barbária, mas também se tornou membro da Academia Romana dos Umoristi, adquirindo alguma reputação como versejador e retórico. A ideia de viajar para o Oriente surgiu por causa de uma decepção no amor, como uma alternativa ao suicídio, e amadureceu como um objetivo fixo a partir de uma visita ao sábio Mario Schipano, professor de medicina em Nápoles, para quem os registros das viagens de Pietro foram remetidos sob a forma de cartas muito elaboradas, baseadas no diário completo.
Antes de deixar Nápoles, ele fez um juramento de peregrinagem à Terra Santa, e, partindo de Veneza no dia 8 de junho de 1614, navegou até Constantinopla, onde permaneceu por mais de um ano e aprendeu bem o idioma turco e um pouco o árabe. No dia 25 de setembro de 1615, ele navegou até Alexandria com nove acompanhantes — ele sempre viajava como um distinto nobre, com todas as vantagens da sua posição. Partindo de Alexandria, ele navegou até o Cairo e, após uma excursão ao Monte Sinai, deixou o Cairo em 8 de março de 1616, viajando até a Terra Santa, em tempo para assistir às celebrações da Páscoa em Jerusalém.
Tendo visitado os lugares sagrados, viajou de Damasco a Alepo, e deste lugar a Bagdá, onde ele se casou com uma cristã síria chamada Maani, nativa de Mardin, a qual morreu em 1621. Em seguida, ele desejava visitar a Pérsia, mas, como este país estava em guerra com o Império Otomano, ele teve de deixar Bagdá com discrição no dia 4 de janeiro de 1617. Acompanhado de sua esposa, prosseguiu por Ispaã, e se juntou ao xá Abas I numa campanha no norte da Pérsia no verão de 1618. Ele foi bem recebido na corte e tratado com hóspede do xá.
No seu retorno a Ispaã, ele começou a pensar em retornar pela Índia em vez de aventurar-se novamente no Império Otomano, mas o seu estado de saúde e a guerra entre a Pérsia e os portugueses em Ormuz criaram dificuldades. Em outubro de 1621, saiu de Ispaã, e, visitando Persépolis e Xiraz, traçou seu caminho para a costa. No entanto, apenas em janeiro de 1623 que ele encontrou passagem para Surate no navio inglês Whale.
Della Valle permaneceu na Índia até novembro de 1624; seus centros de operação eram Surate e Goa. Ele esteve em Mascate em janeiro de 1625, e Baçorá em março. Em maio, tomou a rota do deserto para Alepo, e embarcou em Alexandreta num navio francês. Passando por Chipre, ele chegou a Roma em 28 de março de 1626, onde foi recebido com muitas honras, não apenas nos círculos literários, mas também pelo Papa Urbano VIII, que o nomeou cavaleiro de seu dormitório. No restante de sua vida, não houve ocorrências especiais: ele casou novamente com uma órfã de uma família nobre georgiana, Miriucci (Tinatin de Ziba), a qual havia sido adotada por sua primeira esposa quando criança, e o havia acompanhado em todas as suas viagens. Com ela, teve quatorze filhos.
Durante a vida de Pietro della Valle, foram impressos: i) uma oração do funeral de sua esposa Maani, cujos restos mortais ele levou consigo a Roma para serem enterrados (1627); ii) uma descrição do xá Abas, impressa em Veneza em 1628, mas não publicada; iii) a primeira parte da carta narrando suas viagens (Império Otomano, 1650). As Viagens na Pérsia (duas partes) foram publicadas por seus filhos em 1658, e a terceira parte (Índia) em 1663. Uma tradução inglesa apareceu em 1665, seguida pelo texto italiano. A edição de Brighton (1843, 2 volumes) é mais apreciada que as outras reimpressões. Ela contém um resumo da vida do autor por Gio. P. Bellori (1622). A história de Della Valle é seguidamente prolixa, com tendência para o retórico, mas é clara e exata, bem informada e muito instrutiva, motivo pelo qual seu trabalho ainda possui grande valor.